# 巴倫西亞語
瓦倫西亞語（Valencià）是加泰罗尼亚語的變體之一，得名自主要使用範圍的瓦倫西亞自治區，為瓦倫西亞自治區的官方語言之一。另一方面，瓦倫西亞語也被语言学家用来指称瓦倫西亞自治區中南部所使用的加泰罗尼亚語方言之一。
根據最近由瓦倫西亞自治區政府在2005年6月所作的調查，瓦倫西亞有94%的人能聽懂瓦倫西亞語，有78%的人能說和讀，約有50%的人能寫。

## 语言学议题
语言学家的共识认为，巴倫西亞語是巴倫西亞自治區所说加泰罗尼亚语的名称。这个单词也用来指称这一地区的方言，以将其与整个加泰罗尼亚语或“巴塞罗那的加泰罗尼亚语”（Central Catalan变体）区别开。在这种意义上，它可被认为是西加泰罗尼亚语变体的一种方言。西加泰罗尼亚语还包括La Franja、安道尔、列里达省和塔拉戈纳省南半部的变体。
一部分语言学家，大部分来自当地官方的巴倫西亞語言学会（巴伦西亚语家语言学院），近来建议也使用这一名称来指称该语言整体，包括所有说加泰罗尼亚语的地区，表述了一种语言两个名称（同义词）的概念。这一语言学和政治概念并不是独一的。如巴倫西亞自治區的自治法规所述，另一种官方语言西班牙语也使用另一个名称卡斯蒂利亚语。

### 巴倫西亞語的特徵
以下是一份巴倫西亞语主要形式的特征清单。作为一种方言变体它不同于其它加泰罗尼亚语方言，尤其在书面语方面。欲了解有关巴倫西亞语的概况，参见加泰罗尼亚语。值得一提的是加泰罗尼亚语社区中也有不少方言变体，故以下特征并不是广泛存在的
- 一個擁有由7個重音母音（/a/ /e/ /ɛ/ /i/ /o/ /ɔ/ u/）退化為5個非重音母音（/e/ /ɛ/ > [e], /o/ /ɔ/ > [o]） 的系統。這是西北加泰羅尼亞語及Ribagorçan（英语：Ribagorçan dialect）所共享的特徵。
- 縱使某些次方言（譬如：Vinaròs和列里達地區）使用lo及los，但一般來說都使用el及els作為決定的冠詞，el及els作為第三身非強調的受詞代名詞。對於其他非強調的受詞代名詞，詞源的舊形式包括了me、te、se、ne、mos、vos...；而在某些地區，em、et、es、en仍然當作現代形式使用。
- 巴倫西亞語保留了中古時代前的塞擦音[dʒ],[tʃ]而其他現代方言卻發展了摩擦音[ʒ]或[jʒ]。這是現代的Ribagorçan所共享的特徵。
- 巴倫西亞語在[mp] [nt] [ŋk] [lt]群中保留了音節尾塞音(final stop) (与巴利阿里方言（llengua pròpia）共有的特徵)。位於巴倫西亞以南20公里的Benifaio及Almussafes地區，當地次方言中仍然保留這些最後輔音。
- 巴倫西亞語是唯一現代衍生語言在所有語境中擁有音節清晰的有語源的塞音 [r]。可是某些巴倫西亞的次方言卻沒有這種音節清晰的塞音[r]。
- 巴倫西亞語保留了中古時代的指示詞制度，其擁有三個不同的指示準確程度(este 或 aquest/açò/ací, eixe 或 aqueix/això/aquí, aquell/allò/allí 或 allà) (它與現代的Ribagorçan擁有相同的特徵)
- 巴倫西亞語以-i-做為第三人稱字形變化表始動詞的元音词干，如este servix(意即this one serves)所示者(這點近似於西北加泰隆尼亞語)，然而此點無法被標準化，因為有些巴倫西亞語的次方言將之發作-ie-，也就是相同的字要變做aquest serveix。
- 巴倫西亞語有一個獨特的特徵就是虛擬語氣的未完成語素/ra/: que ell vinguera (that he might come)。
- nosaltres, vosaltres (we, you)有好幾個變化:mosatros, moatros, natros, vosatros, voatros, valtros.
- 數目字: Huit, deneu, xixantahuit, doscentes, milló, quint, sext, vigesim for vuit, dinou, seixanta-vuit, dues-centes, milió, cinqué, sisé, vinté.
- Amb (with)的發音彷如"en".
- Meua, teua, seua for meva, teva, seva.
- 在某些內容重複出現D
- 把avui 唸作Hui

另外還有其他的重點，如molt de的使用、hom和雙重L的缺乏，也被認為是巴倫西亞語和其他語言形式之間的差別。然而，書面和口語語言存在著確實的差異。就如我們所知的，巴倫西亞中部與首府市區受到卡斯蒂利亞語的干擾，導致巴倫西亞語書面和口語存在各種差異。

### 巴倫西亞語的分支
- 北巴倫西亞語：使用於卡斯特利翁省北部的地区（比如 Benicarlo 城和 Vinaròs 城）、特鲁埃尔省内阿拉贡自治區的马塔拉尼亚（英语：Matarraña/Matarranya）地区、在加泰罗尼亚北部边界地区，以及Tarragona省的Tortosa地區周围等。在此方言當中，尾音的"r"在不定式當中不發音。("kan'tar"被發成"kan'ta"的音)，同時這個方言使用"lo, los"等舊式冠詞，而不是"el, els"等字(例如lo xic、los hòmens等字)。
- Castellonenc: 使用於卡斯特利翁-德拉普拉納市一帶。此方言的一個特徵是，"e"的發音被用在一般使用"a"的地方。
- 中央方言，又名apitxat方言，使用在巴倫西亞市和其周遭區域。但這個語言並未被巴倫西亞電臺或電視臺視為標準。Apitxat方言有兩特點：
  - 所有有聲的齒擦音皆為無聲，亦即apitxat的發音如['tʃove] ['kasa] (young man, house),在其他巴倫西亞地區會發成；['dʒove], ['kaza]) (和Ribagorçan為共有特徵)
- 南部方言：使用於巴倫西亞省和亞利坎塔省中間的某些鄉鎮。其主要特徵為母音和諧 (harmonia vocàl·lica)。在這個方言裡雙音節字的最末音節的母音若為A，會結合前面的開放母音E或O。例如"terra" /tɐrɐ/(意即「地球」或「陸地)、"porta" /pɔɾtɔ/ (意即「門」)或"dona" /dɔnɔ/(意即「女人」)等的發音即一例。
- Alacantí: 使用於亞利坎塔省的南半部地區。

### 英语中的巴倫西亞语词源
- barracks（英语：barracks）,来自于barraca,指一些不同种类的建筑物

## 政治議題
在1978年版的西班牙憲法中，除了西班牙語外，沒有提及巴倫西亞語及加泰隆尼亞語。地方自治法將這個地方口語給稱為valencià這個自從十五世紀以來便使用的傳統名稱。有一個名叫Lo Rat Penat （页面存档备份，存于）的私人組織提倡巴倫西亞語成為一個獨立語言並且擁有不同書寫標準。並支援常與右翼政黨有關的巴倫西亞少數派人士將巴倫西亞語及加泰隆尼亞語的書寫標準分離的企圖。可是，他們的理論並沒有得到大學或羅曼語族專家支持。可以確定的是，這些組織假定這個語言在它存在的多數時候，都是一個完整的整體。